# Aérospatiale Gazelle
Aérospatiale Gazelle — французький п'ятимісний вертоліт, зазвичай використовувався як легкий транспорт, розвідник і легкий ударний вертоліт. Машина мала одну турбіну і був першим вертольотом з хвостовим гвинтом фенестрон замість звичайного хвостового гвинта. Він був розроблений Sud Aviation, пізніше Aérospatiale і випускався у Франції і Великій Британії після підписання угоди про співпрацю з компанією Westland Aircraft. Пізніше випускався за ліцензією фірмами SOKO у Югославії і Arab British Helicopter Company (ABHCO) в Єгипті.
Вертоліт було прийнято на озброєння у 1973 р. і з тих пір Gazelle закупили і використовували багато експортерів. Його використовували у багатьох військових конфліктах по всьому світ, в тому числі Сирія під час Ліванської війни 1982 року, Руанда під час Громадянської війни в Руанді у 1990-ті рр., і численними учасниками по обидві сторони під час війни у Перській затоці у 1991 році. У Франції Gazelle на службі в ролі ударного вертольота замінив Eurocopter Tiger, але машина залишилась як розвідувальний вертоліт.

## Розробка
Gazelle був розроблений для французької армії на вимогу про легкий вертоліт спостереження призначений для заміни Aérospatiale Alouette III; на початку розробки, було прийнято рішення подовжити існуючий вертоліт щоб забезпечити більшу гнучкість і зробити його більш привабливим для експортного ринку. У 1966 Sud Aviation розпочали роботи над легким вертольотом спостереження для заміни Alouette II з розміщенням п'яти осіб. Перший прототип SA 340 піднявся у повітря 7 квітня 1967, спочатку вертоліт мав звичайний хвостовий гвинт від Alouette II. Хвіст був замінений на початку 1968 на хвіст типу фенестрон на другому прототипі. У повітря піднялися чотири прототипи SA 341, в тому числі один для британської фірми Westland Helicopters. 6 серпня 1971 перший серійний Gazelle зробив перший політ. 13 травня 1967 Gazelle продемонстрував свої можливості швидкості побивши два рекорди швидкості на короткій відстані, досягши швидкість 307 км/год на дальності 3 км і 292 км/год на дальності 100 км.
Вже на ранньому етапі, Gazelle зацікавила Велику Британію, це закінчилося співпрацею двох компаній Aerospatiale і Westland. Угоду було підписано у лютому 1967, з дозволом випуску у Британії 292 Gazelles і 48 Aérospatiale Puma які замовили збройні сили Великої Британії; натомість Aérospatiale отримала роботу у програмі створення 40 морських вертольотів Westland Lynx для французького флоту. До того ж, Westland отримав 65 % роботи при випуску і ставала партнером Aérospatiale при подальших покращеннях і розробках вертольота Gazelle. Westland випустив на своїх заводах 262 Gazelles різних моделей, загалом для різних підрозділів британських збройних сил, Gazelles також випускали для цивільного ринку.

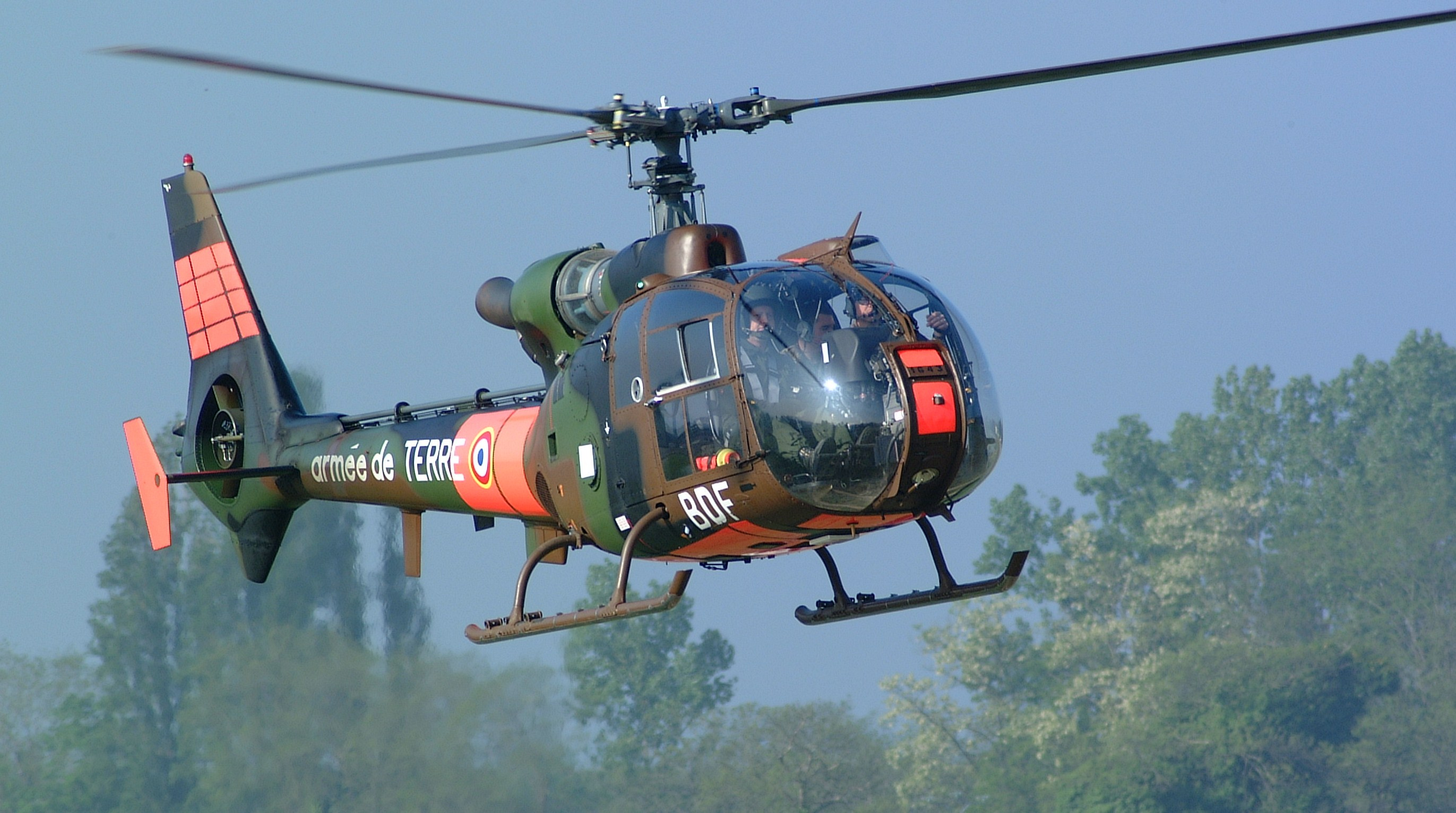
Французький вертоліт Gazelle у польоті, 2004

У французькій легкій армійській авіації вертоліт Gazelle використовували загалом як протитанковий ганшип (SA 342M) озброєний ракетами Euromissile HOT. Версія легкої підтримки (SA 341F) оснащений гарматою 20 мм також може використовуватися для боротьби з авіацією за допомогою ракет Mistral (Gazelle Celtic створено на базі SA 341F, Gazelle Mistral створено на базі SA 342M). Остання протитанкова і розвідувальна версії несуть систему теплобачення Viviane і тому має назву Gazelle Viviane. Gazelle у передових підрозділах замінено на Eurocopter Tiger, але вертоліт використовують як транспортний так і зв'язковий.
Він також перебував у всіх підрозділах британських збройних сил—ВПС, ВМС (в тому числі і підтримка Морської піхоти) і армії у різних ролях. Чотири версії Gazelle були на службі британських збройних сил. SA 341D було позначення Gazelle HT.3 у Королівських ВПС, оснащенні для тренувальних завдань. SA 341E використовували у ВПС для зв'язку і перевезення VIP осіб як Gazelle HCC.4. SA 341C був замовлений як Gazelle HT.2 тренувальний вертоліт для флоту; тренувальні варіанти були замінені на Squirrel HT1. SA 341B мав оснащення для використання у Корпусі армійської авіації як Gazelle AH.1.
Gazelle також став успішних комерційним вертольотом, що привело Aerospatiale до швидкої розробки і представлення серії SA 341 Gazelle, яка мала більш потужні двигуни. Ліцензійне виробництво вертольотів окрім Великої Британії було розгорнуто у Єгипті компанією ABHCO. У Югославії компанією SOKO було випущено 132 Gazelles. Через те, що Gazelle становився старше, для протитанкових завдань стали з'являтися нові ударні вертольоти; тому ці вертольоти почали використовувати для інших завдань, таких як повітряне спостереження для ведення артилерійського вогню, повітряний навідник авіації для штурмовиків, евакуації з полю бою і зв'язку.

## Конструкція

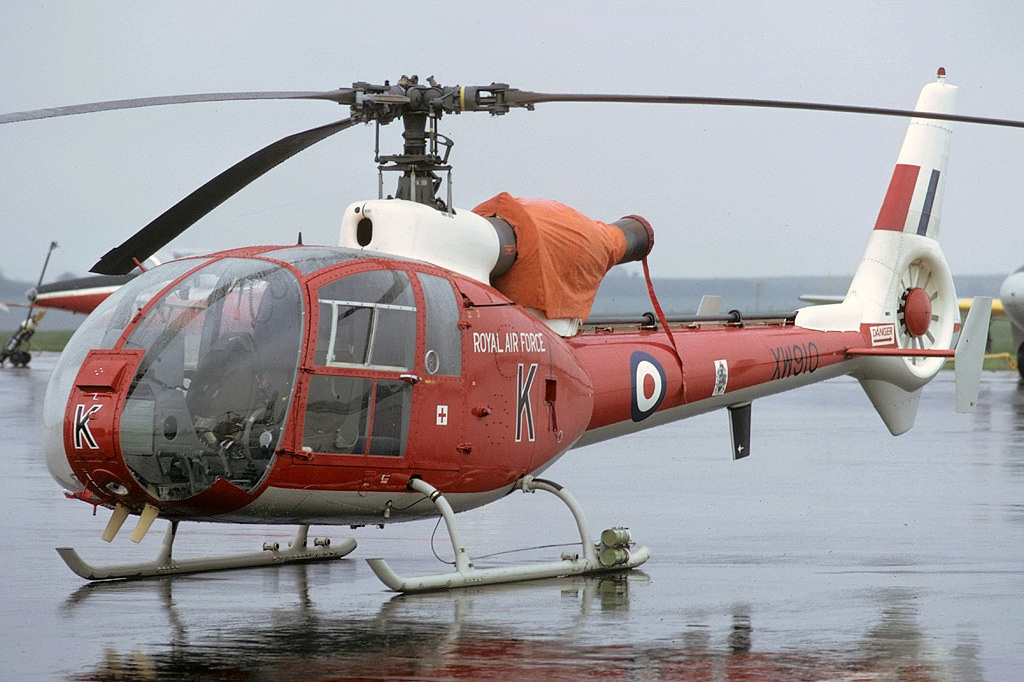
Westland SA-341D Gazelle, 1975

Aérospatiale Gazelle є рухливим, швидким вертольотом, який було розроблено для заміни вертольотів родини Aérospatiale Alouette. Хоча деяких аспектах Gazelle, таких як призначення і схема схожі на Alouette, Gazelle мала кілька важливих нововведень. Це був перший вертоліт з хвостовим гвинтом типу фенестрон; це закритий багатолопатевий прилад протидії крутному моменту розташований всередині вертикального хвоста Gazelle, який заміняє звичайний хвостовий гвинт. Фенестрон, потребуючі малу потужність на малих швидкостях, мав такі переваги як менша уразливість і малу потужність на крейсерській швидкості і має опис як «більш придатний для польоту на високій швидкості». Фенестрон ймовірно був однією з найголовніших причин яка дозволила Gazelle стати найшвидшим вертольотом у світі у своєму класі.
Система несного гвинта базувалася на технології жорсткого гвинта яка була розроблена Messerschmitt-Bölkow-Blohm для вертольоту MBB Bo 105; проте, через проблему з керуванням на високих швидкостях у прототипа, жорсткий гвинт було замінено на напів-зчленований на серійних машинах. Саме проблеми з ранніми конструкціями несного гвинта були одним з головних факторів тривалої розробки Gazelle. Кожна лопать гвинта була зроблена з композитних матеріалів, загалом зі склопластику, і були розраховані на тривалі терміни використання; композитні лопаті стали загальними для подальших моделей вертольотів. Несний гвинт підтримує постійну швидкість в нормальному польоті і описаний як «дуже терпимий» до авторотації.
Gazelle може перевозити до п'яти пасажирівis і до 600 кг на зовнішній підвісці або до 500 кг у кабіні об'ємом 2,26 м3. Озброєні варіанти можуть нести чотири ПТКР HOT (Haut subsonique Optiquement Téléguidé Tiré d'un Tube) або дві гармати калібру 20 мм які встановлені з боків фюзеляжу, боєкомплект знаходиться у кабіні. На вертоліт Gazelle можна встановити різне обладнання, таке як пристрої зменшення шуму двигуна, 240-літрові паливні баки, рятувальну лебідку з вагою до 180 кг, аварійні плавучі пристрої, фільтр вихлопу, високі посадкові полози, обігрівач кабіни, регульовані посадкові вогні і систему запобігання оледінінню двигуна. Спочатку Gazelle розроблялася за військовою програмою, але після прийняття її на озброєння з'явилася зацікавленість з боку цивільного ринку. Машину було запропоновано цивільним користувачам; так цивільний оператор Vought Helicopters має у своїй власності принаймні 70 вертольотів Gazelles. Цивільні Gazelle мають зовнішні двері для доступу до багажного відсіку які розташовані за головною кабіною.

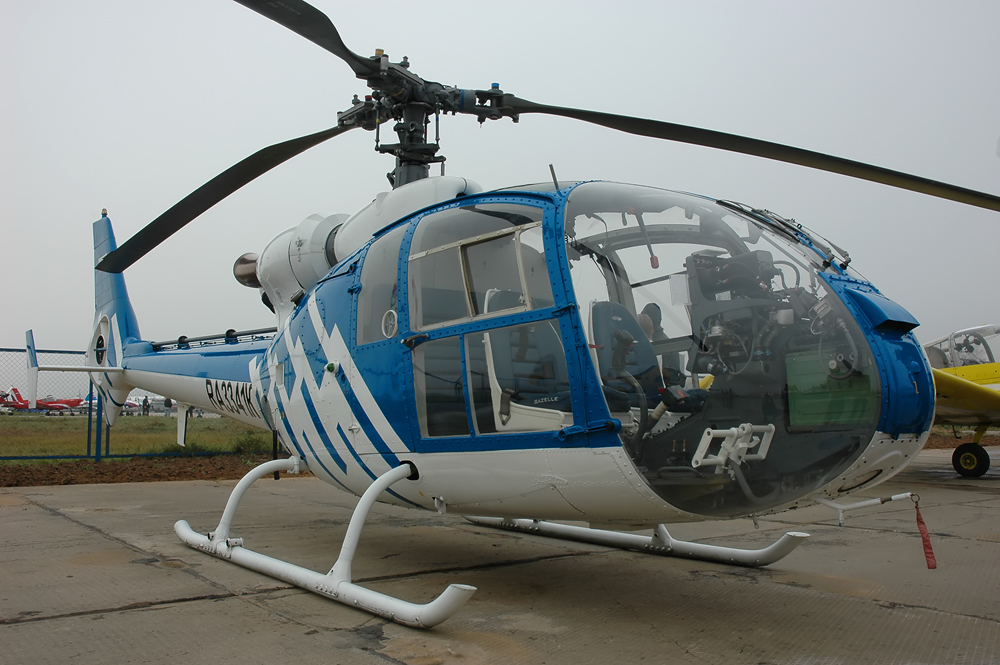
Цивільний SA 341G Gazelle

Gazelle став першим вертольотом адаптованим для керування одним пілотом. Передова дуплексна система автопілоту була розроблена Honeywell, щоб допомогти пілоту не перевантажуватися під час одиночних польотів; Gazelle було обрано для розробки цієї системи як одну з найшвидших і стабільних платформ, простий у плані обслуговування і легкий у польоті. Повідомлялося, що вертоліт гарно керується за допомогою головної гідравлічної системи на швидкостях до 100 вузлів. Керування польотом дуже чутливе. Гідравлічні сервоприводи допомагають керувати машиною навіть при збої обладнання 
Gazelle було створена для простого обслуговування, усі вальниці зроблені без необхідності постійного змащування. Акцент на стадії проектування на досягнення мінімальних вимог до технічного обслуговування сприяли низькі експлуатаційні вартості вертольота; багато компонентів були розроблені, щоб мати термін служби понад 700 годин нальоту, а в деяких випадках 1200 льотних годин, перш ніж їх треба було замінити. Багато підсистем Gazelle були вперше використані саме у Gazelle, наприклад фенестрон, потім ці підсистеми пізніше були використані у інших конструкціях Aerospatiale.
Gazelle залишається на службі і у 21 столітті, тому було проведено декілька програм по модернізації і оновленню, було встановлено нову авіоніку для покращення льотних можливостей вертольота. Aerotec group запропонували поточним користувачам пакет капітального ремонту, який включає покращений захист від стрілецької зброї, прилади нічного бачення, нове озброєння в тому числі ракети і кулемети і 3D навігаційні дисплеї; на 2013 Єгипет виявив зацікавленість у оновленні побудованих у Єгипті Gazelles. QinetiQ розробила систему Direct Voice Input (DVI — Пряме голосове введення) для Gazelle, система була встановлена і використовувалася на вертольотах британського корпусу армійської авіації; система DVI являє собою систему голосового контролю вертольотом, знижуючи вимоги, що пред'являються до екіпажу. У вересні 2011 QinetiQ і Northrop Grumman запропонували оснастити колишні британські Gazelle системою автономного керування польотом яка була створена для Northrop Grumman MQ-8 Fire Scout, перетворивши їх таким чином у безпілотні літальні апарати (UAV) у відповідь на запит Королівських ВМС про безпілотну морську повітряну платформу.

## Історія використання

### Китай
Протягом 1980-х Китай замовив вісім ударних вертольотів SA 342L; вони стали першими спеціалізованими ударними вертольотами НВАК. Розглядалося замовлення інших вертольотів, в тому числі ліцензійне виробництво у Китаї, але ця ініціатива була відкинута у зв'язку з закінченням Холодної війни. Вертольоти використовували у протитанковій боротьбі, Gazelle також використовували у симуляції нападу під час військових навчань.

### Франція

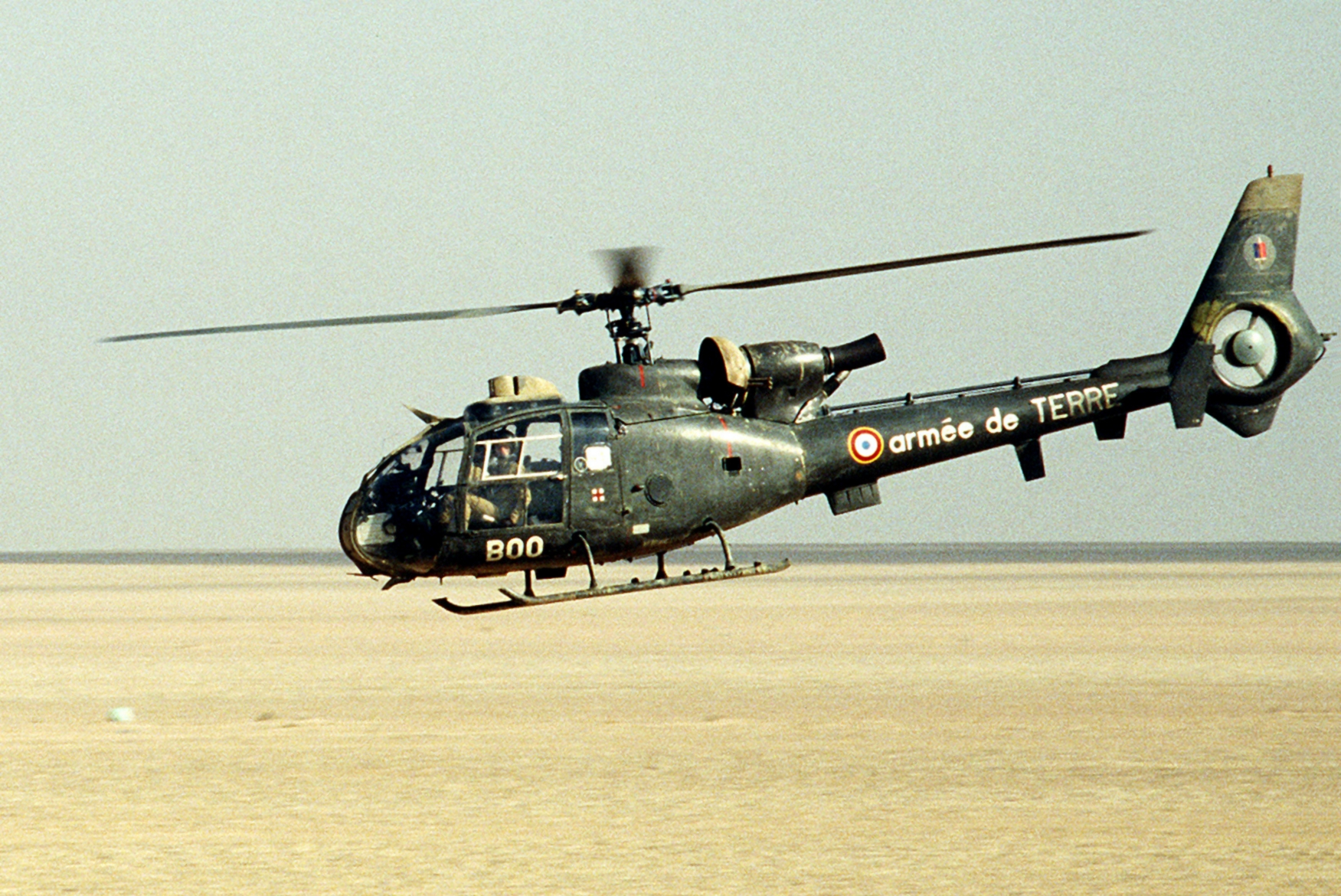
Французький вертоліт SA341F2 у пустелі під час операції Щит Пустелі

Французька армія використовувала Gazelle у багатьох операціях за кордоном, навіть для підтримки міжнародних операцій; в тому числі у Чаді (у 1980-ті), у колишній Югославії (1990-ті), Джибуті (1991—1992), Сомалі (1993), Кот-д'Івуар (2002 — н. ч.) і Афганістан (2002–н. ч.). У 1990—1991, 50 французьких Gazelle брали участь у військах коаліції у першій війні у Перській затоці; у подальших бойових діях, відомих як операція Буря у пустелі, ударні вертольоти Gazelle використовували декілька країн, в тому числі ВПС Кувейту, проти збройних сил Іраку які окупували території Кувейту. Під час вторгнення до Кувейту французькі Gazelle використовували тактику безперервних хвиль знищуючи ворожі танки, техніку і бункери під час швидкісних нальотів.
Gazelle забезпечували підтримку і захист міжнародних місій ООН, таких як у 1992 втручання у Боснійську війну. Окрім сухопутних операцій, французькі Gazelle часто використовували у ВМС Франції. У квітні 2008 свідки повідомляли про шість французьких Gazelle обстріляли ракети піратів Сомалі під час боротьби з піратам. Під час військової операції у Лівії у 2011, кілька Gazelle злітали з французького десантного корабля Tonnerre; ударів завдавали у Лівії проти збройних сил Каддафі.
У військових втручаннях у Африканські країни, зокрема, у колишні французькі колонії, вертольоти Gazelle для розвідки і ударних операцій; у список цих країн входять Чад, Джибуті, Сомалі і Кот-д'Івуар. У квітні 2011, як частина мандату ООН у Кот-д'Івуарі, чотири ударних вертольоти Gazelle, разом з двома ганшипами Мі-24, завдали удару по будівлям повстанців президента Гбагбо для знищення важкого озброєння, через, що вони були змушені здатися. У січні 2013 Gazelle використовували як ганшипи в операції Сервал у Малі, завдаючи ударів по повстанцям на півночі країни.
У 2016 DGA повідомило, що вертольоти Gazelle армійської авіації Франції тепер можуть отримати на озброєння кулемет M134 Minigun. Залучено для цього лише машини 4-го вертолітного полку спеціального призначення.

### Ірак
Під час Ірано-іркоської війни брали участь протягом 1980-х, придбані Іраком у Франції вертольоти, в тому числі 40 вертольотів Gazelle озброєних ракетами HOT. Ірак отримав близько 100 вертольотів Gazelle. Gazelle широко використовувалися з радянськими ганшипами Мі-24 Hind і часто використовувалися проти іранських військових при контратаках. На 2000 після істотних втрат під час війни у Перській затоці у 1991, у Іраку залишилося 20 вертольотів Gazelle.
У 2003 представники розвідки США повідомляють, що французька фірма продовжує поставляти запасні частини до іракських Gazelle і інших французьких літальних апаратів, через сторонні торговельні компанії в обход ембарго. Eurocopter, наступник Aerospatiale, заперечував свою причетність до цього, що з 2008 року «жодні запчастини до Іраку не поставлялися». У квітні 2009, Ірак, як розширення військових закупівель, купив шість Gazelle у Франції для тренувань.

### Сирія

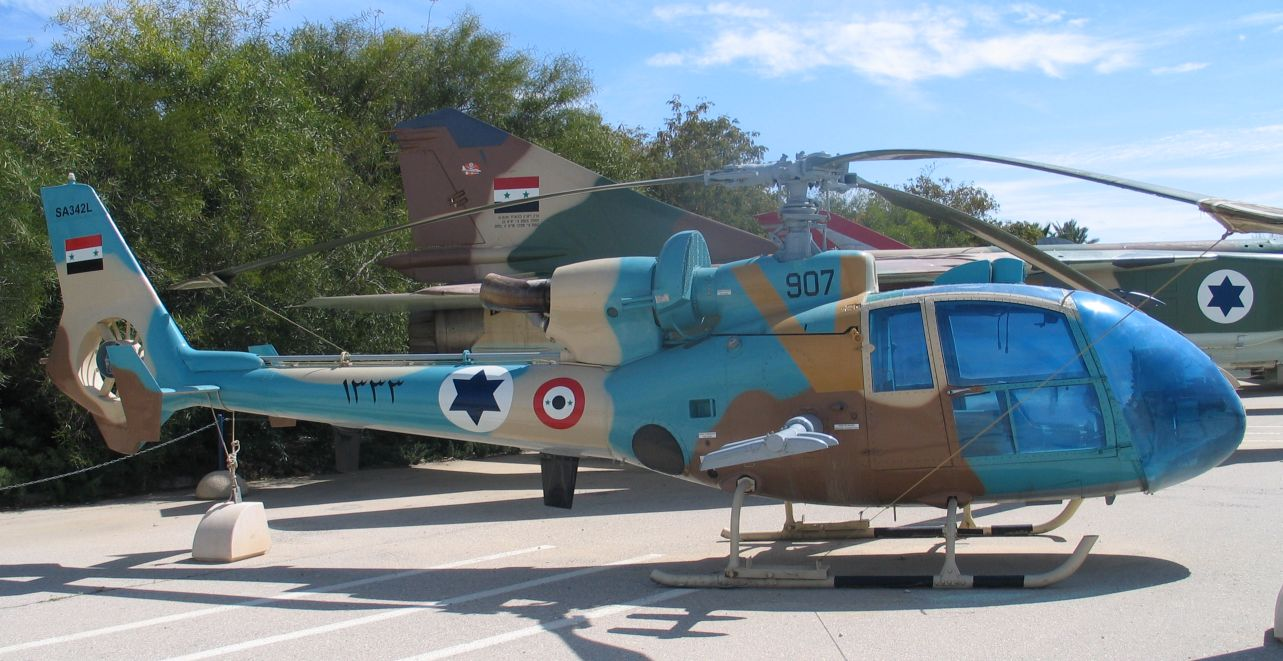
Вертоліт ВПС Сирії Gazelle, захоплений Ізраїлем у Лівані у 1982.

Сирійські Gazelle широко використовували у Ліванській війні 1982. В умовах великих наземних наступів Ізраїлю, вертольоти Gazelle були запущені для стримування швидкого просування ізраїльтян. За Роджером Спіллером, серед екіпажів ізраїльських танків розпочалася паніка після перших ударів 8 червня 1982; дальність стрільби ракетами HOT стала головним ключем до їх ефективності. Протягом червня ефективність сирійських ударів зменшилася тому, що зменшувалася кількість ППО Сирії і ВПС Ізраїлю змогли завоювати перевагу над Західним Ліваном, тому ударні вертольоти несли сильні втрати під час операцій. Проте ударні вертольотами Gazelle продовжили завдавати ударів до перемир'я.
Війна 1982 виявила важливість і роль ударних вертольотів у майбутніх конфліктах при використання з обох боків. Після закінчення війни сирійська армія повідомляла про великі втрати з боку ізраїльтян, такі як втрата 30 танків і 50 інших транспортів, у порівнянні з втратою 5 вертольотів. Ізраїльтяни повідомляли про втрату семи танків від ударів Gazelle і про 12 битих сирійських Gazelle. Автор Кеннет Майкл Поллак описує роль сирійських вертольотів Gazelle як «психологічно ефективні проти ізраїльтян, але мали малий вплив на втрати. Хоча вертольоти і застосовували західну тактику 'pop-up', Gazelle знищили лише декілька танків під час війни».
Після завершення війни Сирія збільшила розмір свого флоту ударних вертольотів з 16 до 50 Gazelle, доповнивши флот з 50 важких ганшипів Мі-24. Gazelle також використовувалися кілька разів у Сирії під час громадянської війни, часто підтримуючи війська під час наступу на Пальміру використовуючи НАР і ПТКР HOT.

### Кувейт
Під час війни в Перській затоці 1991, приблизно 15 Gazelle змогли відступити до сусідньої Саудівської Аравії, з іншими підрозділами збройними силами Кувейту, під час вторгнення до країни Іраку. Під час наступу військ коаліції на збройні сили Іраку у Кувейті, кувейтські Gazelle атакували іракські танки і інші військові цілі.

### Еквадор
Gazelle використовувала еквадорська армія під час війни Альто-Сенепа у 1995 між Еквадором і сусіднім Перу, виконуючи авіапідтримку наземних сил і ескортування інших вертольотів. У 2008 спалахнула дипломатична суперечка між Колумбією і Еквадором через випадкове вторгнення еквадорського Gazelle у повітряний простір Коумбії.

### Велика Британія

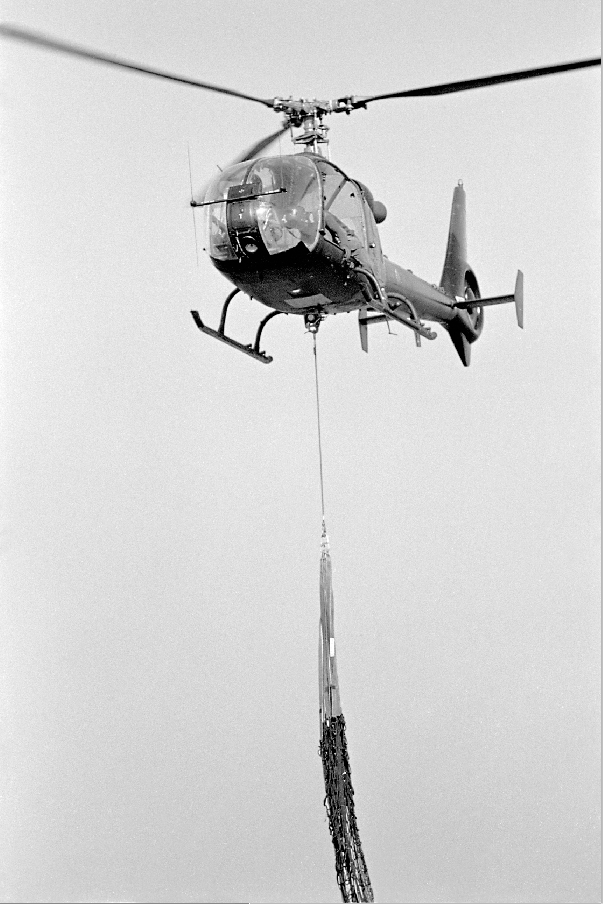
Gazelle Першого полку Корпусу армійської авіації, Гілдешейм, Німеччина з підвішеним вантажем у 1980.

У 1973 Велика Британія замовила 142 вертольоти, з призначених 250. Ескадрилья № 660 AAC яка базується у Саламанці, Німеччина, став першим британським підрозділом який отримав вертольоти Gazelle, які були прийняті на озброєння 6 липня 1974. Gazelle, які замінили вертольоти Sioux, призначалися для розвідки, розгортання військ, коригування вогню артилерії, евакуації поранених і протитанкових операцій. У серпні 1974 р. 30 вертольотів базувалися на авіабазі Терн-Гілл для тренування пілотів Королівських ВПС.
Вертольоти Gazelle були прийняті на озброєння Королівських ВМС у грудні 1974 у 705 ескадрилья морської авіації, Кулдроуз, де використовувалися для навчання екіпажів перед прийняттям на озброєння вертольотів Lynx. Загалом було замовлено 23 Gazelle для Кулдроуз. Армійські AH.1 також були прийняті на озброєння повітряної ескадрильї 3 диверсійно-десантної бригади (3 ДДБ) Королівської морської піхоти і пізніше вертолітних сил Коммандо (CHF) Повітряних сил флоту, де вони використовуються як багатофункціональні і розвідувальні вертольоти для підтримки Королівських морських піхотинців. 12 Gazelle 3 ДДБ було прийнято на озброєння у 1975 р., на той час, було замовлено 310 Gazelle для британських військових.
Gazelle замінили вертольоти Siouxs на авіабазі Шек-Конг до кінця 1974 р. були визнані непридатним для Гонконгу і до кінця 1975 вони повернулися до Британії. Під час Холодної війни армійські Gazelle налетали більше 660000 годин і отримали більше 1000 модифікацій. З початку 1980-х армійські Gazelle було оснащено Gazelle Obvervation Aid, гіростабілізованим прицілом, щоб зрівняли можливостіприцілювання з вертольотом Lynx. Також машини використовували у спеціальних операціях у 8 Flight Army Air Corps
Також вертольоти часто використовували для повітряних патрулювань у Північній Ірландії. 17 лютого 1978, армійська Gazelle розбилася поблизу Йонезбургу, графство Арма, потрапивши під вогонь ІРА під час наземної перестрілки.
Під час Фолклендської війни Gazelle зіграли важливу роль злітаючи з палуб кораблів Королівських ВМС. Під час Фолклендського конфлікту вертольоти Gazelle були встановлені 68 мм НАР SNEB і різне оснащення таке як бронеплити, плавучі передачі і механізми складання лопатей. Два вертольоти морської піхоти Gazelle було збито у перший день під час приземлення у Сан-Карлос Уотерс. Під час конфлікту дружнім вогнем 6 червня 1982 було збито вертоліт Gazelle Корпусу армійської авіації який було прийнято за аргентинський C-130 Hercules який низько летить і був збитий британським есмінцем HMS Cardiff.

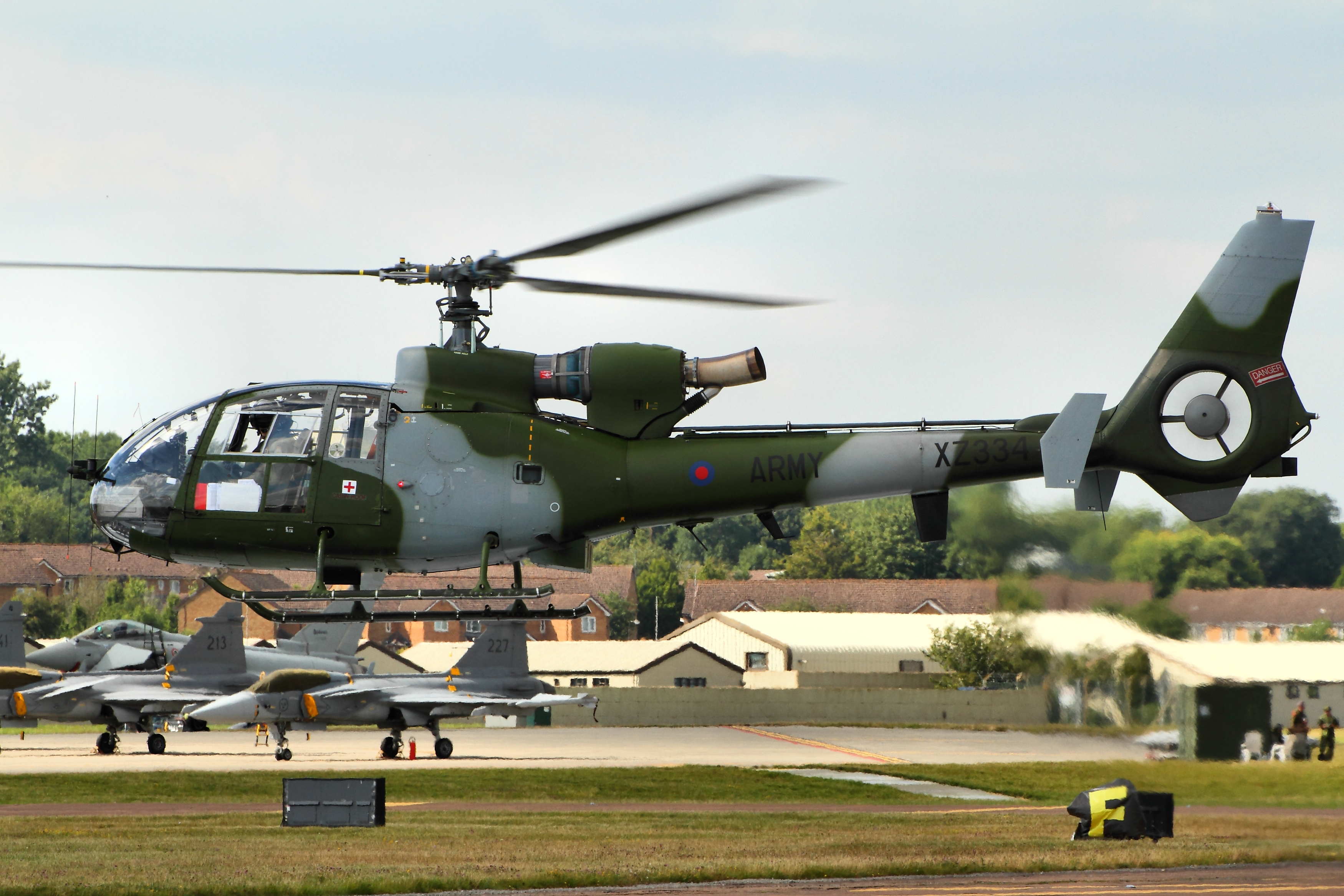
Британський армійський вертоліт Gazelle на авіашоу RIAT у 2014.

Gazelle використовували для рекогносцировки та зв'язку під час війни у Афганістані. У 2007 повідомляли про використання британських вертольотів на афганському і іракському ТВД, Gazelle визнали «найкращою робочою моделлю» з приблизним використанням у 80 % випадків.
Різні військові британські підрозділи використовували вертольоти Gazelle на різних ТВД, таких як війна у Перській затоці у 1991 р. проти Іраку і у 1999 р. під час втручання у Косово. Хоча вертольоти повинні були списані у 2012 р., вертольоти Gazelle продовжують виконувати поліційні функції у Північній Ірландії до 2018, до тих пір поки поліція Північної Ірландії не отримає нові машини.
22 липня 2016 британське Міністерство оборони анонсувало, що вертольоти Корпусу армійської авіації AH.1 будуть залишатися на службі протягом наступних дев'яти років, через, що Gazelle відсвяткував 50-річчя на службі Великої Британії і тим самим ставши самим старим вертольотом на озброєнні. Нові контракти на обслуговування будуть запущені з березня 2018 до 2025 рр. на флот з 34 вертольотів Gazelle які будуть розподілені між навчальним полігоном Саффілд у Канаді, 5 полком Корпусу армійської авіації на аеродромі Алдегрув у Північній Ірландії і спеціальними силами Королівських ВПС у Одігамі у Гемпширі. Дані надані МО у березні 2016 р. показали, що 15 вертольотів Gazelle знаходилися на регулярному технічному обслуговуванні і 19 були у повсягденному користуванні.

### Югославія
27 червня 1991 під час Десятиденної війни у Словенії, вертоліт Gazelle югославських ВПС був збитий ПЗРК Стріла-2 над Любляною, перший літальний апарат який було збито над Югославією. Наступного дня, 28 червня 1991 р., два словенських вояки югославської армії (пілот Jože Kalan і технік Bogo Šuštar) дезертирували з федеральної армії і приєдналися до територіальної оборони разом з вертольотом (серійний номер JLV 12660). Вертоліт отримав нове позначення, T-001 Velenje, словенські розпізнавальні знаки і зберігався у сараї до завершення конфлікту у Словенії. Пізніше Gazelle використовувався у Югославських війнах і у війні у Косово; після розвалу Югославії, країни-наступники отримали у спадок вертольоти Gazelle виробництва компанії SOKO і продовжують використовувати їх, наприклад, армія Боснії і ВПС Сербії.

### Ліван
У 1980—1981 рр. ВПС Лівану отримали від Франції десять вертольотів SA 342L і SA-341H Gazelle оснащені для виконання протитанкових і багатофункціональних завдань, для оснащення 8-ї ударної ескадрильї на авіабазі Бейрут. До 1983 ескадрилья базувалася на одному місці, а потім була перебазована на північ від ліванської столиці, вертольоти Gazelle були розкидані по малим вертодромам навколо Джунії та Адми з міркувань безпеки. Вертольоти загалом використовувалися як ганшипи для підтримки військ генерала Мішеля Ауна наприкінці громадянської війни у Лівані, бойові втрати і проблеми з обслуговуванням вертольотів Gazelle привели до того, що на 1990 робочими залишилися лише чотири машини, три з яких були захоплені силами Ліванської міліції і були не законно продані Сербії у 1991. Після війни, командування Ліванськими ВПС приклали зусилля, щоб відновити ударну ескадрилью за допомогою Об'єднаних Арабських Еміратів і дев'яти SA 342L Gazelle, які раніше перебували на озброєння ВПС ОАЕ були доставлені у 2007. Через бюджетні обмеження, більшість вертольотів Gazelle ВПС Лівану зберігалися у сховищах під час конфлікту. Вертольоти Gazelle використовували проти бойовиків Фатх-аль-Іслам під час ліванського конфлікту у 2007. Вертольоти Gazelle з НАР використовували проти повстанських укріплень під час короткого конфлікту. У 2010 представник французького уряду заявив, що Франція запропонувала Лівану 100 ракет HOT для вертольотів Gazelle. Згідно повідомлень, Франція також може поставити додаткові Gazelle лівану.

### Марокко
У січні 1981, Франція і Марокко підписали договір на $4 млрд. дол. США про поставки військової техніки і обладнання, серед якої є 24 вертольоти Gazelle. Королівська марокканська армія використовує ці Gazelle, які оснащені ПТКР і іншим озброєнням для боротьби з наземними цілями, Вертольоти часто використовують у боях з повстанцями Полісаріо у західній Сахарі. Розвідувальні властивості вертольотів Gazelle використовують для пошуку і запуску атак на повстанські табори.

### Руанда
У 1990 президент Руанди Жувеналь Габ'ярімана звернувся до Франції про підтримку у міжетнічному конфлікті з Патріотичним фронтом Руанди (ПФР) Тутсі, у 1992 р. експортували дев'ять озброєних Gazelle. Вертольоти Gazelle часто використовувалися під час громадянської війни у Руанді, вони виконували розвідувальні завдання з виявлення ворожих позицій у Північній Руанді; у жовтні 1992 один вертоліт Gazelle знищив колонну з десяти одиниць ПФР. Згідно з Ендрю Уоллісом ганшипи Gazelle змогли зупинити кілька наступів ПФР, що призвело до зміни тактики партизанської війни з боку ПФР. У 1994 французькі війська приняли участь у «Операції Бірюза», з мандатом ООН, також використовували вертольоти Gazelle.

### Єгипет
У 1975 у рамках великої міжнародної ініціативи про відбудову арабської військової промисловості, Єгипет розпочав масштабні зусилля по заміні імпортних озброєнь на озброєння місцевого випуску для поставок на весь Середній Схід, серед інших арабських партнерів були Саудівська Аравія, Об'єднані Арабські Емірати та Катар. Франція і Британія підписали великі угоди з Єгиптом; у березні 1978 Arab British Helicopter Company (ABHCO) підписала договір на $595 млн. з Westland Helicopters, для місцевого виробництва вертольотів Westland Lynx. Початкове замовлення було на 42 вертольоти Gazelle який було розміщено у 1975. У 1980-ті ABHCO випустили кілька Gazelle; British Arab Engine Company також випустили двигуни для єгипетських Gazelle.
Згідно з повідомленням у 1986, велика кількість військової техніки було направлено незаконно з Єгипту до ПАР через Ізраїль; одна така поставка включала 50 вертольотів Gazelle які замовив у Єгипті Аднан Хашоггі, міжнародний торговець зброєю, звідки вони надійшли до Ізраїлю, а потім направилися до ПАР, де їх там використовували у збройних силах ПАР.

## Варіанти

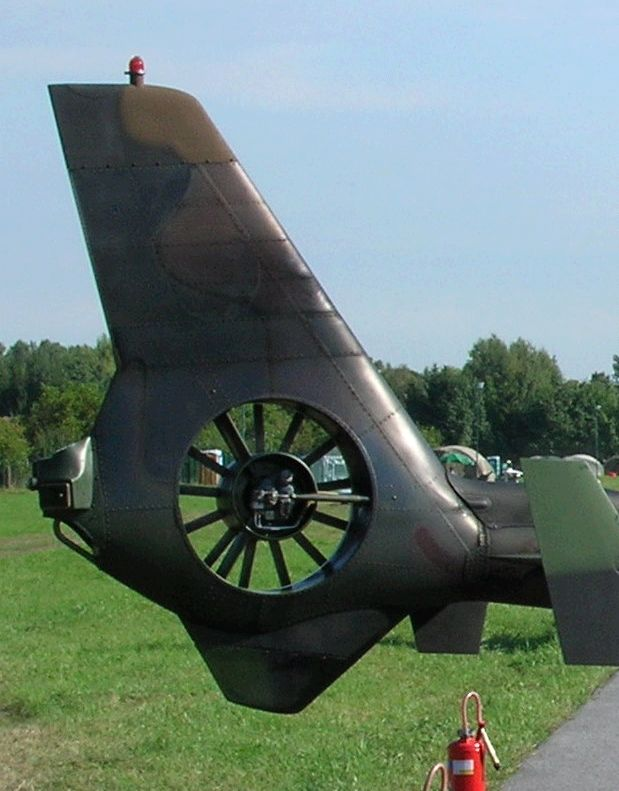
Фенестрон вертольота Gazelle

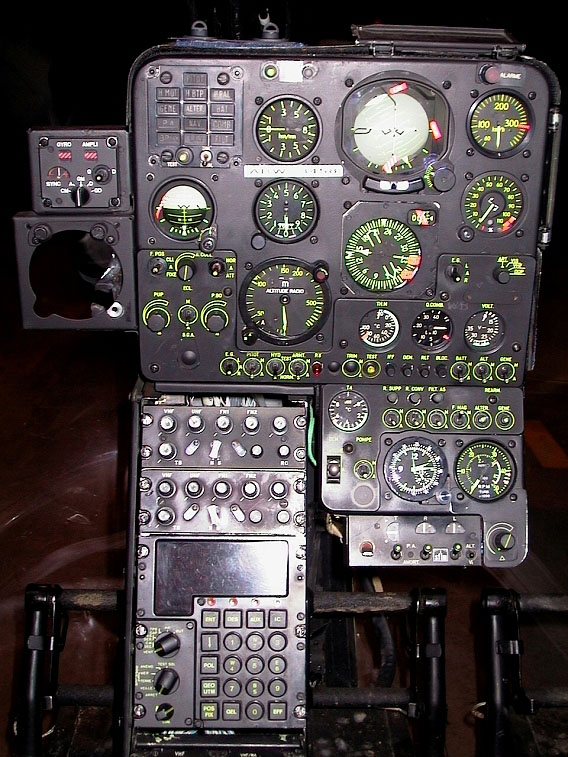
Контрольна панель Gazelle SA 342M

SA 340
Перший прототип, перший політ 7 квітня 1967 зі звичайним хвостовим гвинтом від Alouette.
SA 341
Чотири досерійних машини. Перший політ 2 серпня 1968 р. Третій було оснащено згідно з вимогами британської армії і був створений у Франції як прототип Gazelle AH.1. Перший політ відбувся 28 квітня 1970 р.
SA 341.1001
Перша французька серійна машина. Перший тестовий політ 6 серпня 1971. Мав довшу кабіну, подовжену хвостову балку і форсованим двигуном Turbomeca Astazou IIIA.
SA 341B (Westland Gazelle AH.1)
Версія побудована для британської армії. Мав двигун Astazou IIIN2, з нічним прожектором, пізніше оснащена радіолокатором ARC 340 і модифікований для стрільби НАР 68 мм SNEB. Перша версія створена Westland піднялася у повітря 31 січня 1972 р., цей варіант було прийнято на озброєння 6 липня 1974 р. Було випущено 158 машин. Невелика кількість була використана у повітряних силах флоту для підтримки Королівської морської піхоти.
SA 341C (Westland Gazelle HT.2)
Тренувальний вертоліт побудований для британських повітряних сил флоту. На машині було встановлено двигун Astazou IIIN2, система автостабілізація і талі. Перший політ 6 липня 1972, цей варіант було прийнято на службу 10 грудня 1974 р. Загалом було випущено 30 машин.
SA 341D (Westland Gazelle HT.3)
Тренувальний вертоліт побудований для британських ВПС. Двигун і система стабілізації як і у моделі 341C, перша машина надійшла 16 липня 1973 р. Було випущено 14 машин.
SA 341E (Westland Gazelle HCC.4)
Вертоліт зв'язку побудований для британських ВПС. Було створено лише один варіант.
SA 341F
Версія побудована для армії Франції. Мала двигун Astazou IIIC, було випущено 166 машин. Деякі з них мали гармати M621 20 мм.
SA 341G
Цивільна версія з двигуном Astazou IIIA. Офіційно сертифікований 7 червня 1972; перша машина яка отримала оснащення для пілотування вертольоту одним пілотом Cat 1 створене у США. Також перероблена на «Подовжену Gazelle» з подовженим на 20 см місцем для ніг для задніх пасажирів.
SA 341H
Військовий експортний варіант, з двигуном Astazou IIIB. Будувалися за ліцензією з 1 жовтня 1971 компанією SOKO у Югославії.
SOKO HO-42
Югославська версія SA 341H.
SOKO HI-42 Hera
Югославська розвідувальна версія SA 341H.
SOKO HN-42M Gama
Югославська ударна версія SA 341H.
SOKO HN-45M Gama 2
Югославська ударна версія SA 342L.
SOKO HS-42
Югославська медична версія SA 341H.
SA 342J
Цивільна версія SA 342L. Мала двигун потужністю 649 кВт (870 к. с.) Astazou XIV і покращений хвостовий гвинт фенестрон. З покращеною злітною вагою, цей варіант було прийнято 24 квітня 1976 і було прийнято на службу у 1977 р.
SA 342K
Військова експортна версія для «гарячих і сухих територій». Двигун потужністю 649 кВт (870 к. с.) Astazou XIV і кожухи над повітрозабірниками. Перший політ 11 травня 1973; спочатку продавалися до Кувейту.
SA 342L
Військовий компаньон SA 342J. оснащений двигуном Astazou XIV. Вертоліт розрахований на встановлення озброєння і обладнання, в тому числі шість ПТКР Euromissile HOT.
SA 342M
Протитанкова версія для армії Франції з двигуном Astazou XIV. Озброєна чотирма ракетами Euromissile HOT і стабілізованим прицілом SFIM APX M397.
SA 342M1
SA 342M з модернізованим гвинтом з трьома лопатями Ecureuil.
SA 349
Експериментальний вертоліт, оснащений крилами.

## Оператори

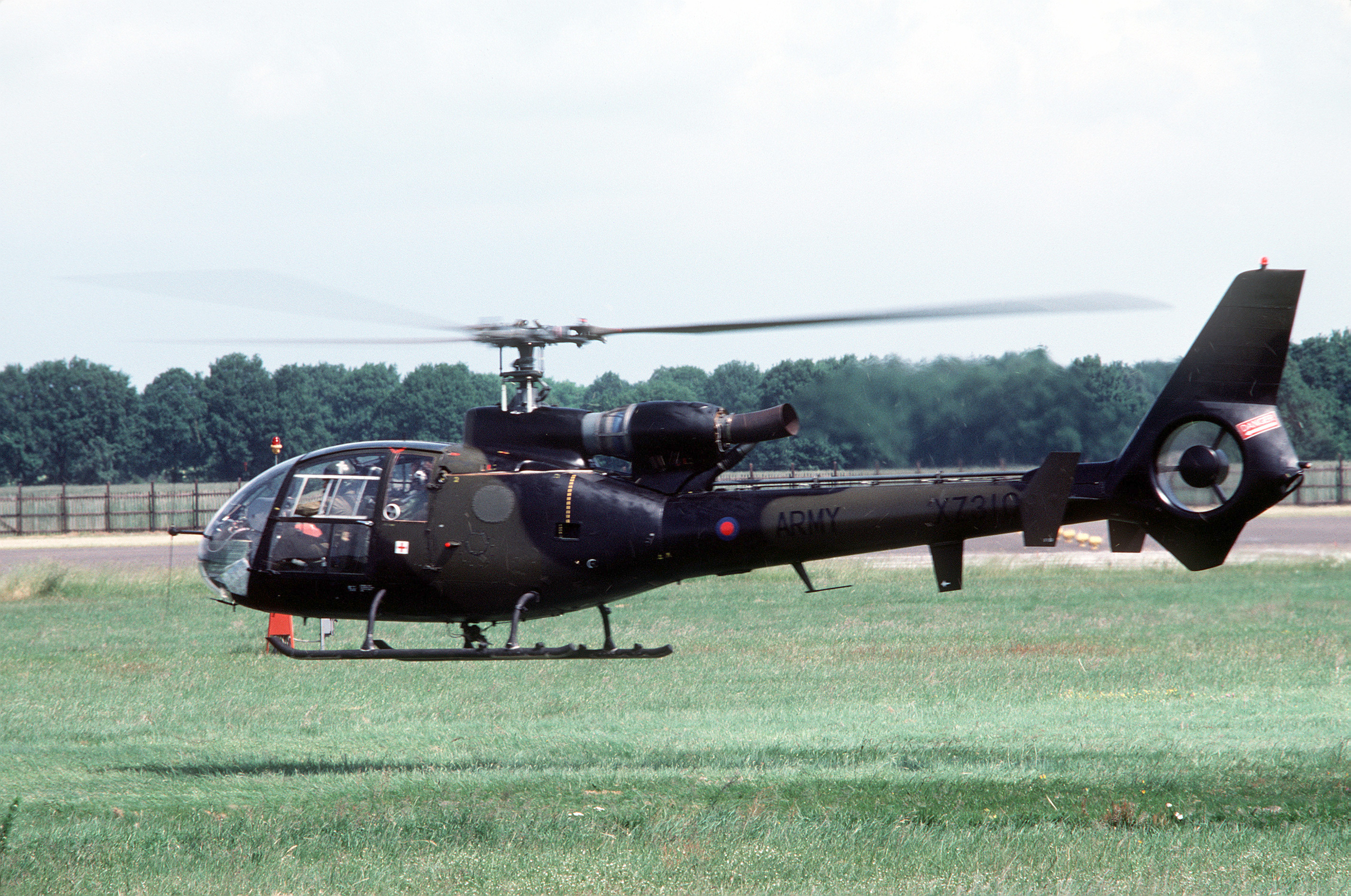
Британський військовий вертоліт Westland Gazelle AH.1, 1983.

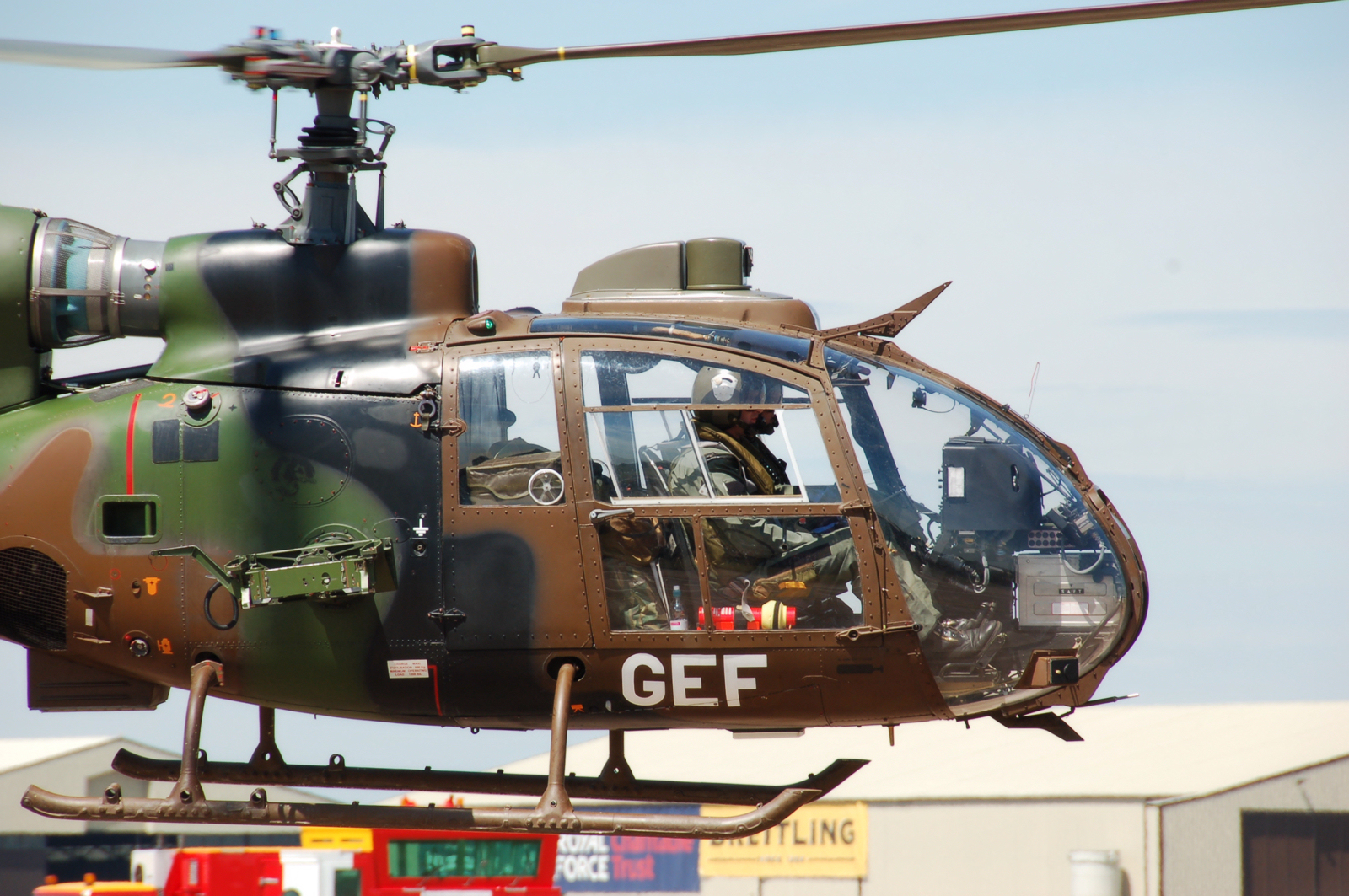
Французький армійський Gazelle SA 342L1 на авіашоу RIAT 2010

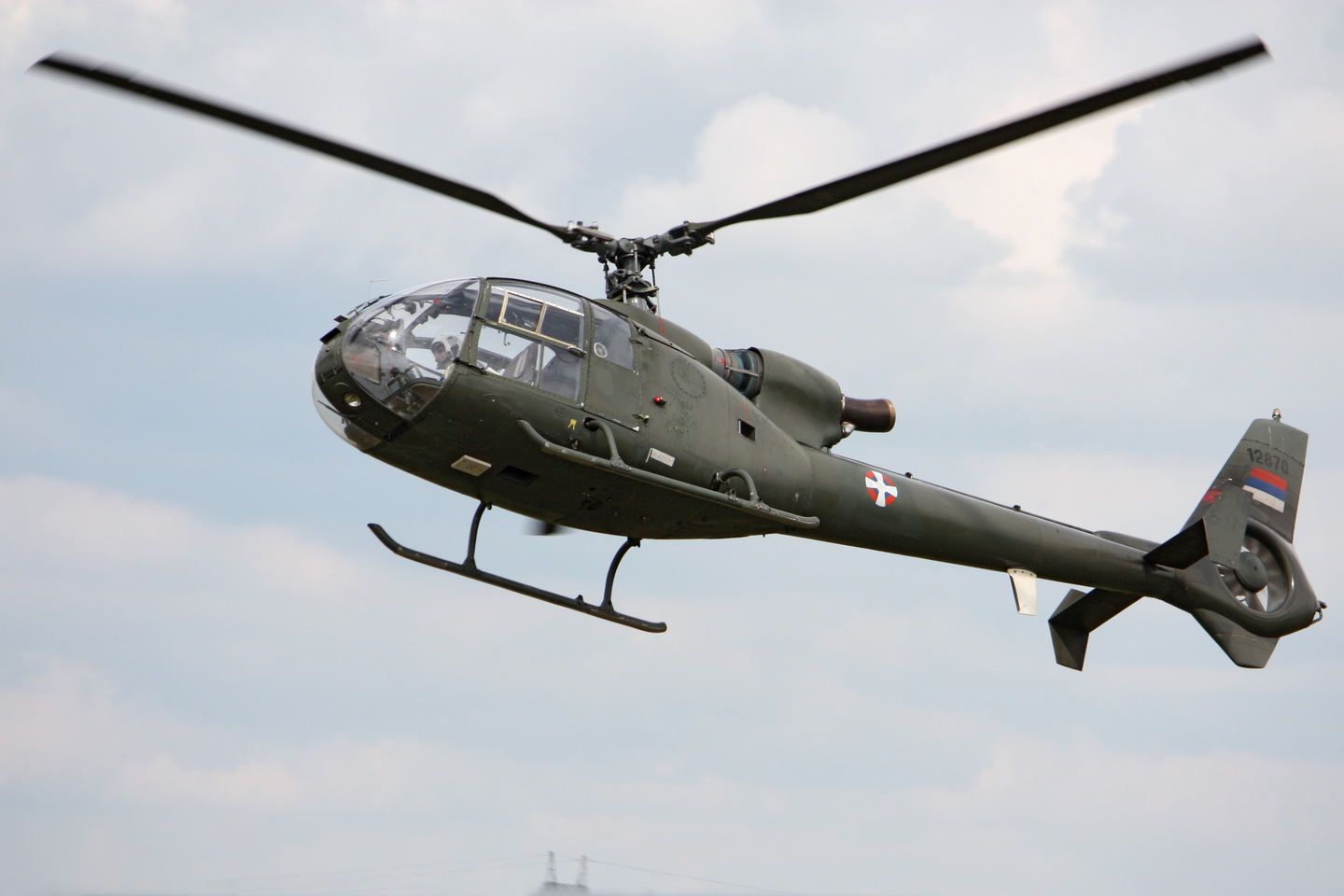
Сербський вертоліт Gazelle.

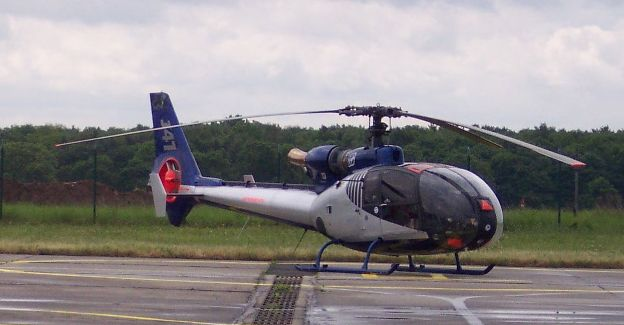
Вертоліт Aérospatiale SA 341 Gazelle.

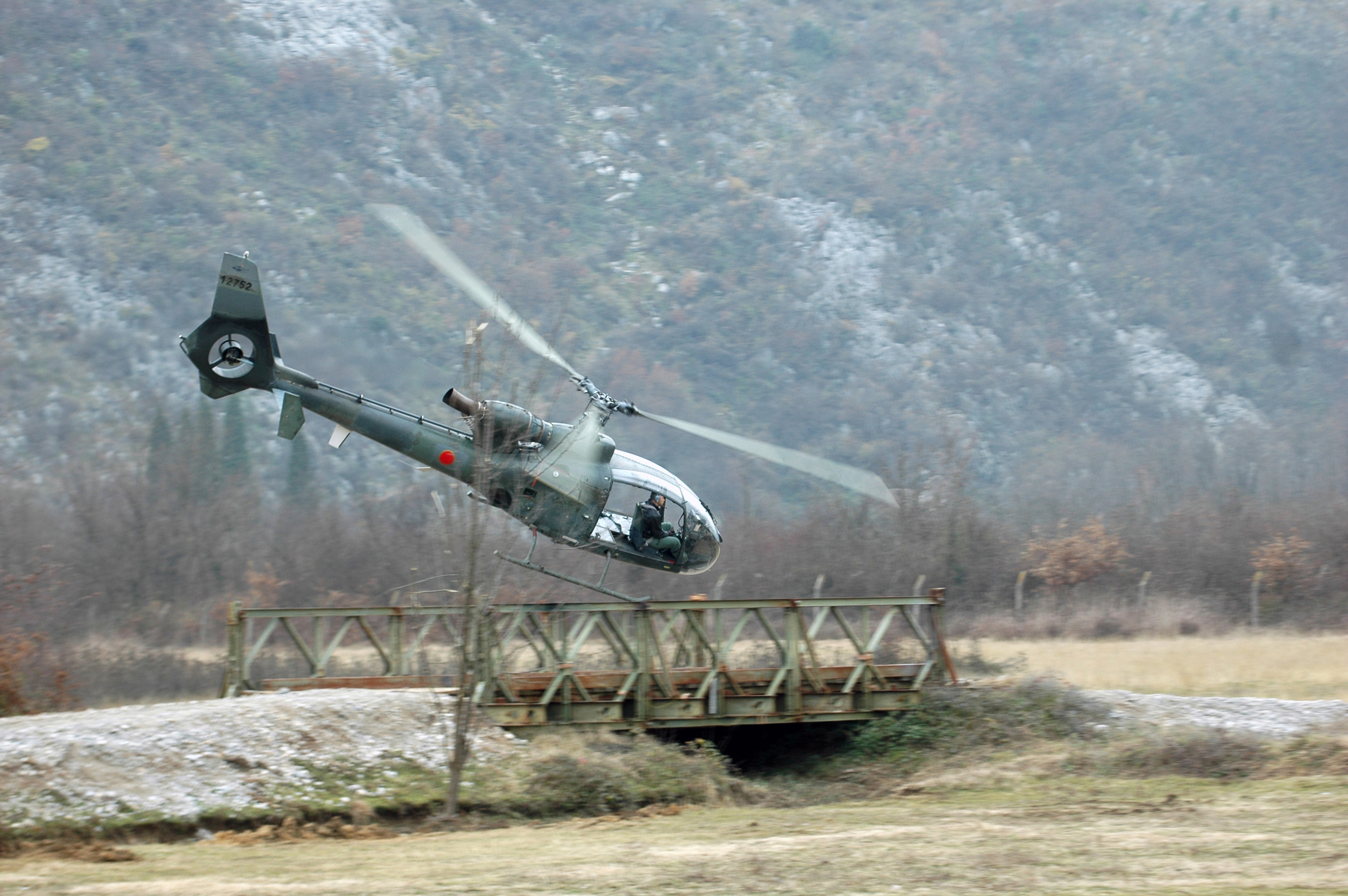
Чорногорський вертоліт Gazelle під час демонстраційного польоту, 2006.

### Поточні
Ангола
- ВПС Анголи[95]

 Боснія і Герцеговина
- ВПС Боснії і Герцеговини[95]

 Бурунді
- ВПС Бурунді[95]

 Камерун
- ВПС Камеруну[95]

 Кіпр
- ВПС Кіпру[95]

 Еквадор
- Армія Еквадору[95]

 Єгипет
- ВПС Єгипту[95]

 Франція
- Сухопутні війська Франції[95]

 Габон
- ВПС Габону[95]

 Гвінея
- ВПС Гвінеї[95]

 Ірак
- ВПС Іраку[95]

 Кувейт
- ВПС Кувейту[95]

 Ліван
- ВПС Лівану [95]

 Чорногорія
- ВПС Чорногорії[95]

 Марокко
- Королівські ВПС Марокко[95]

 Катар
- ВПС Катару[95]

 Руанда
- ВПС Руанди[95]

 Сербія
- ВПС Сербії[95]
- Поліція Сербії [96]

 Сирія
- ВПС Сирії[95]

 Велика Британія
- Корпус армійської авіації[95]

### Колишні

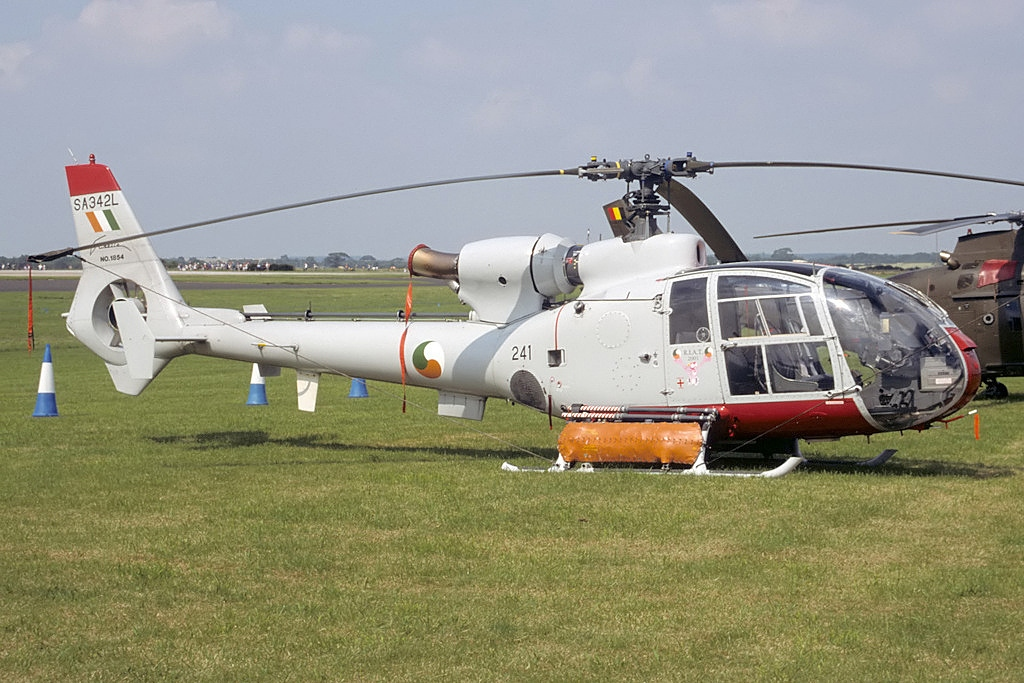
Ірландський вертоліт Gazelle 3-го Крила підтримки у Балдоннелі.

КНР
- Сухопутні війська КНР[97]

 Ірландія
- Повітряний корпус Ірландії[98][99]

 Сербія і Чорногорія
- ВПС Сербії і Чорногорії[100]

 Республіка Сербська
- ВПС Республіки Сербської[101]

 Велика Британія
- Royal Air Force[102]
- Royal Navy[103]

 Югославія
- ВПС Югославії[104]

## Льотно-технічні характеристики (SA 341)
Джерело: Airplane Magazine Vol 1 Issue 6
Основні характеристики
- Екіпаж: 2
- Пасажиромісткість: 3 пасажири
- Довжина: 11,97 м
- Висота: 3,15 м
- Діаметр несучого гвинта: 10,5 м

- Площа обертання несучого гвинта: 86,5 м²
- Маса порожнього: 908 кг
- Нормальна злітна маса: 1800 кг
- Силова установка: 1 × турбовальний Turbomeca Astazou IIIA  590 кс ( 440 кВт)

Льотні характеристики
- Крейсерська швидкість: 264 км/год
- Практична дальність: 670 км
- Швидкопідйомність: 9 м/с

## Аварії та катастрофи
10 липня 2018 року SA342L Gazelle французької армії розбився під час виконання розвідувальної місії неподалік міста Модеста на півострові Абіджан (Кот-д'Івуар). Вертоліт зачепив дроти електричної лінії. Обидва пілоти були доправлені до лікарні, один з них від отриманих травм загинув того ж дня, другий був доправлений літаком до Франції.